# Рень, Виктор Алексеевич
Виктор Алексеевич Рень (род. 1951) — инструктор-испытатель авиационно-космической техники, парашютист-испытатель, заместитель начальника 3-го управления Федерального государственного бюджетного учреждения «Научно-исследовательский испытательный центр подготовки космонавтов имени Ю. А. Гагарина», полковник, Герой Российской Федерации (2005).

## Биография
Родился 18 мая 1951 года в посёлке городского типа Дубовязовка Конотопского района Сумской области УССР. Русский. После окончания средней школы поступил в Санкт-Петербургский государственный университет кино и телевидения(в это время Ленинградский институт киноинженеров), однако вскоре завершил обучение в связи с семейными обстоятельствами. В 1969 году начал службу в Советской Армии. После прохождения срочной службы в армии, в 1971 году поступил в Рижское высшее военное авиационное инженерное училище имени Якова Алксниса. Окончил училище с отличием, что позволило ему работать в Центре подготовки космонавтов (ЦПК). Первой его должностью в 1975 году стала должность инженера контрольно-регистрирующей аппаратуры в 70-м отдельном испытательном тренировочном авиационным полку особого назначения имени В. С. Серёгина, который был прикреплён к ЦПК.
С 1980 года Виктор Алексеевич Рень начал работать испытателем космической техники в лётно-испытательном отделении лётной службы ЦПК. Сейчас он является заместителем начальника 3-го управления (специальные виды подготовки космонавтов) Центра подготовки космонавтов.
За время работы в ЦПК им было выполнено много экспериментов и исследований в рамках различных направлений деятельности ЦПК. Участвовал в 15 экспериментах на установление верхнего предела воздействия вредных условий на возможности человеческого организма. К таким экспериментам относятся: пребывание в течение 3-х суток в открытой тундре за Полярным кругом при температуре до — 60 °С; пребывание в течение 70 часов в море в спасательном спускаемом аппарате при сильной качке; пребывание в течение 3 суток в летней пустыне при суточных перепадах температур от +15 до +55 °С при запасе воды 2 литра на всё время эксперимента; пребывание в термокамере при температуре воздуха до +80 °С и многие другие. Эти эксперименты необходимы, поскольку такие или подобные ситуации могут возникнуть во время или при завершении космического полёта.
Виктор Алексеевич Рень участвовал в испытаниях и медицинских экспериментах на всех динамических испытательных стендах ЦПК. Он совершил свыше 900 полётов в воздушной лаборатории для проверки влияния перегрузок и невесомости на организм человека и для отработки навыков работы космонавтов в этих условиях. При этом общее время пребывания в условиях невесомости составило более трёх суток, а общее время пребывания в условиях перегрузок составило более пяти суток, при длительности одного режима перегрузки или невесомости обычно не более 30 секунд. Для отработки навыков работ в невесомости свыше 400 часов работал под водой в скафандрах или в специальных аппаратах. Выполнил свыше 2000 парашютных прыжков и имеет опыт приземлений на необычные и малые площадки. Некоторые прыжки производились как с высоты в несколько километров, так и с сверхмалой для парашютного прыжка высоты в 100 метров.. Дважды катапультировался при испытании нового тренажёра-катапульты.
За мужество и героизм, проявленные при испытании авиационно-космической техники, Указом Президента Российской Федерации от 24 ноября 2005 года полковнику Реню Виктору Алексеевичу присвоено звание Героя Российской Федерации
Виктор Алексеевич Рень отвечает за специальную подготовку российских и иностранных космонавтов. Все космонавты РФ подготовлены им лично. Он — изобретатель ряда уникальных методик, в данное время применяемых для подготовки космонавтов. Например, ему в соавторстве с Долговым Павлом Павловичем, Гидзенко Юрием Павловичем и Циблиевым Василием Васильевичем принадлежит действующий патент на устройство имитации морского волнения, которое относится к средствам для подготовки космонавтов к действиям после посадки космического аппарата на море.
Продолжает работу в Центре подготовки космонавтов. Живёт в Звёздном городке Московской области.

## Награды
- Орден «За военные заслуги» (Россия) (12 апреля 2000 года).
- Герой Российской Федерации (24 ноября 2005 года), медаль № 864.
- Медали